# Supercopa de España femenina 2022
La Supercopa de España femenina 2022 fue la III edición del torneo. El torneo se disputó entre el 19 y 23 de enero de 2022 en la Ciudad del Fútbol de Las Rozas de Madrid.
El F. C. Barcelona consiguió su segundo título tras derrotar en la final al Atlético de Madrid por 7-0.

## Participantes
|  | Bandera de Cataluña                | F. C. Barcelona    |  | Campeón de la Liga 2020-21 y Copa 2020-21 |
|  | Bandera de la Comunidad de Madrid  | Real Madrid C. F.  |  | Subcampeón de la Liga 2020-21             |
|  | Bandera de la Comunidad de Madrid  | Atlético de Madrid |  | Cuarto puesto de la Liga 2020-21          |
|  | Bandera de la Comunidad Valenciana | Levante U. D.      |  | Subcampeón de la Copa 2020-21             |

## Cuadro
|  | Semifinales            | Semifinales            | Semifinales            |                    |                 | Final               | Final               | Final               |  |
|  | 19-20 de enero de 2022 | 19-20 de enero de 2022 | 19-20 de enero de 2022 |                    |                 | 23 de enero de 2022 | 23 de enero de 2022 | 23 de enero de 2022 |  |
|  |                        |                        |                        |                    |                 |                     |                     |                     |  |
|  |                        |                        |                        |                    |                 |                     |                     |                     |  |
|  | F. C. Barcelona        | F. C. Barcelona        | 1                      |                    |                 |                     |                     |                     |  |
|  | F. C. Barcelona        | F. C. Barcelona        | 1                      |                    |                 |                     |                     |                     |  |
|  | Real Madrid C. F.      | Real Madrid C. F.      | 0                      |                    |                 |                     |                     |                     |  |
|  | Real Madrid C. F.      | Real Madrid C. F.      | 0                      |                    | F. C. Barcelona | F. C. Barcelona     | 7                   |                     |  |
|  |                        |                        |                        |                    | F. C. Barcelona | F. C. Barcelona     | 7                   |                     |  |
|  |                        |                        | Atlético de Madrid     | Atlético de Madrid | 0               |                     |                     |                     |  |
|  | Levante U. D.          | Levante U. D.          | Atlético de Madrid     | Atlético de Madrid | 0               | 2                   |                     |                     |  |
|  | Levante U. D.          | Levante U. D.          |                        |                    |                 | 2                   |                     |                     |  |
|  | Atlético de Madrid     | Atlético de Madrid     | 3                      |                    |                 |                     |                     |                     |  |
|  | Atlético de Madrid     | Atlético de Madrid     | 3                      |                    |                 |                     |                     |                     |  |
|  |                        |                        |                        |                    |                 |                     |                     |                     |  |

### Semifinales
| Semifinal 1; 19 de enero, 19:15 | F. C. Barcelona  | 1:0 (0:0) | Real Madrid C. F. | Ciudad del Fútbol Las Rozas, Madrid                    |                                                        |
|                                 | - Putellas 90+1' | Reporte   |                   | Asistencia: 700 espectadores Árbitro(s): Rivera Olmedo | Asistencia: 700 espectadores Árbitro(s): Rivera Olmedo |

| Uniformes |  |
|           |  |

| Semifinal 2; 20 de enero, 19:30 | Levante U. D.             | 2:3 (1:1) | Atlético de Madrid                                   | Ciudad del Fútbol Las Rozas, Madrid                  |                                                      |
|                                 | - Férez 41' - Queiroz 81' | Reporte   | - 32' Castellanos - 71' Maitane López - 77' Da Silva | Asistencia: 500 espectadores Árbitro(s): Gil Soriano | Asistencia: 500 espectadores Árbitro(s): Gil Soriano |

| Uniformes |  |
|           |  |

### Final
| 1     | POR   | Sandra Paños         |     |
| 8     | DEF   | Marta Torrejón       |     |
| 2     | DEF   | Irene Paredes        | 75' |
| 3     | DEF   | Jana Fernández       | 66' |
| 23    | DEF   | Ingrid Syrstad Engen | 75' |
| 12    | MED   | Patricia Guijarro    |     |
| 11    | MED   | Alexia Putellas      | 66' |
| 10    | MED   | Jennifer Hermoso     |     |
| 7     | DEL   | Caroline Hansen      |     |
| 22    | DEL   | Lieke Martens        |     |
| 16    | DEL   | Fridolina Rolfö      | 66' |
| D. T. | D. T. | Jonatan Giráldez     |     |

| 1     | POR   | Hedvig Lindahl    |     |
| 4     | DEF   | Laia Aleixandri   |     |
| 19    | DEF   | Aïssatou Tounkara |     |
| 5     | DEF   | Merel van Dongen  |     |
| 11    | DEF   | Carmen Menayo     | 59' |
| 10    | MED   | Leicy Santos      | 59' |
| 7     | MED   | Maitane López     |     |
| 15    | MED   | Silvia Meseguer   | 86' |
| 21    | MED   | Sheila García     |     |
| 9     | DEL   | Deyna Castellanos | 72' |
| 8     | DEL   | Ludmila da Silva  | 72' |
| D. T. | D. T. | Óscar Fernández   |     |

| 17 | DEF | Andrea Pereira  | 66' |
| 20 | DEL | Asisat Oshoala  | 66' |
| 15 | DEF | Leila Ouahabi   | 66' |
| 5  | DEF | Melanie Serrano | 75' |
| 4  | DEF | Mapi León       | 75' |

| 6  | MED | Amanda Sampedro     | 59' |
| 17 | DEL | Bárbara Latorre     | 59' |
| 16 | DEL | Rasheedat Ajibade   | 72' |
| 22 | MED | Estefanía Banini    | 72' |
| 14 | MED | Virginia Torrecilla | 86' |

| 16' · 24' · 27' · 47' · 50' · 86' · 90' | Ingrid Syrstad Engen Caroline Hansen Fridolina Rolfö Caroline Hansen Lieke Martens | 1:0 2:0 3:0 4:0 5:0 6:0 7:0 |

| 77' | Jennifer Hermoso |

| 23' | Maitane López |

| Principal  | Huerta de Aza       |
| Asistentes | Puente Pino         |
|            | Fernández Esesumaga |
| Cuarto     | Gallastegi Pérez    |

| 1     | POR   | Sandra Paños         |     |
| 8     | DEF   | Marta Torrejón       |     |
| 2     | DEF   | Irene Paredes        | 75' |
| 3     | DEF   | Jana Fernández       | 66' |
| 23    | DEF   | Ingrid Syrstad Engen | 75' |
| 12    | MED   | Patricia Guijarro    |     |
| 11    | MED   | Alexia Putellas      | 66' |
| 10    | MED   | Jennifer Hermoso     |     |
| 7     | DEL   | Caroline Hansen      |     |
| 22    | DEL   | Lieke Martens        |     |
| 16    | DEL   | Fridolina Rolfö      | 66' |
| D. T. | D. T. | Jonatan Giráldez     |     |

| 1     | POR   | Hedvig Lindahl    |     |
| 4     | DEF   | Laia Aleixandri   |     |
| 19    | DEF   | Aïssatou Tounkara |     |
| 5     | DEF   | Merel van Dongen  |     |
| 11    | DEF   | Carmen Menayo     | 59' |
| 10    | MED   | Leicy Santos      | 59' |
| 7     | MED   | Maitane López     |     |
| 15    | MED   | Silvia Meseguer   | 86' |
| 21    | MED   | Sheila García     |     |
| 9     | DEL   | Deyna Castellanos | 72' |
| 8     | DEL   | Ludmila da Silva  | 72' |
| D. T. | D. T. | Óscar Fernández   |     |

| 17 | DEF | Andrea Pereira  | 66' |
| 20 | DEL | Asisat Oshoala  | 66' |
| 15 | DEF | Leila Ouahabi   | 66' |
| 5  | DEF | Melanie Serrano | 75' |
| 4  | DEF | Mapi León       | 75' |

| 6  | MED | Amanda Sampedro     | 59' |
| 17 | DEL | Bárbara Latorre     | 59' |
| 16 | DEL | Rasheedat Ajibade   | 72' |
| 22 | MED | Estefanía Banini    | 72' |
| 14 | MED | Virginia Torrecilla | 86' |

| 16' · 24' · 27' · 47' · 50' · 86' · 90' | Ingrid Syrstad Engen Caroline Hansen Fridolina Rolfö Caroline Hansen Lieke Martens | 1:0 2:0 3:0 4:0 5:0 6:0 7:0 |

| 77' | Jennifer Hermoso |

| 23' | Maitane López |

| Principal  | Huerta de Aza       |
| Asistentes | Puente Pino         |
|            | Fernández Esesumaga |
| Cuarto     | Gallastegi Pérez    |

| 1     | POR   | Sandra Paños         |     |
| 8     | DEF   | Marta Torrejón       |     |
| 2     | DEF   | Irene Paredes        | 75' |
| 3     | DEF   | Jana Fernández       | 66' |
| 23    | DEF   | Ingrid Syrstad Engen | 75' |
| 12    | MED   | Patricia Guijarro    |     |
| 11    | MED   | Alexia Putellas      | 66' |
| 10    | MED   | Jennifer Hermoso     |     |
| 7     | DEL   | Caroline Hansen      |     |
| 22    | DEL   | Lieke Martens        |     |
| 16    | DEL   | Fridolina Rolfö      | 66' |
| D. T. | D. T. | Jonatan Giráldez     |     |

| 1     | POR   | Hedvig Lindahl    |     |
| 4     | DEF   | Laia Aleixandri   |     |
| 19    | DEF   | Aïssatou Tounkara |     |
| 5     | DEF   | Merel van Dongen  |     |
| 11    | DEF   | Carmen Menayo     | 59' |
| 10    | MED   | Leicy Santos      | 59' |
| 7     | MED   | Maitane López     |     |
| 15    | MED   | Silvia Meseguer   | 86' |
| 21    | MED   | Sheila García     |     |
| 9     | DEL   | Deyna Castellanos | 72' |
| 8     | DEL   | Ludmila da Silva  | 72' |
| D. T. | D. T. | Óscar Fernández   |     |

| 17 | DEF | Andrea Pereira  | 66' |
| 20 | DEL | Asisat Oshoala  | 66' |
| 15 | DEF | Leila Ouahabi   | 66' |
| 5  | DEF | Melanie Serrano | 75' |
| 4  | DEF | Mapi León       | 75' |

| 6  | MED | Amanda Sampedro     | 59' |
| 17 | DEL | Bárbara Latorre     | 59' |
| 16 | DEL | Rasheedat Ajibade   | 72' |
| 22 | MED | Estefanía Banini    | 72' |
| 14 | MED | Virginia Torrecilla | 86' |

| 16' · 24' · 27' · 47' · 50' · 86' · 90' | Ingrid Syrstad Engen Caroline Hansen Fridolina Rolfö Caroline Hansen Lieke Martens | 1:0 2:0 3:0 4:0 5:0 6:0 7:0 |

| 77' | Jennifer Hermoso |

| 23' | Maitane López |

| Principal  | Huerta de Aza       |
| Asistentes | Puente Pino         |
|            | Fernández Esesumaga |
| Cuarto     | Gallastegi Pérez    |

| 1     | POR   | Sandra Paños         |     |
| 8     | DEF   | Marta Torrejón       |     |
| 2     | DEF   | Irene Paredes        | 75' |
| 3     | DEF   | Jana Fernández       | 66' |
| 23    | DEF   | Ingrid Syrstad Engen | 75' |
| 12    | MED   | Patricia Guijarro    |     |
| 11    | MED   | Alexia Putellas      | 66' |
| 10    | MED   | Jennifer Hermoso     |     |
| 7     | DEL   | Caroline Hansen      |     |
| 22    | DEL   | Lieke Martens        |     |
| 16    | DEL   | Fridolina Rolfö      | 66' |
| D. T. | D. T. | Jonatan Giráldez     |     |

| 1     | POR   | Hedvig Lindahl    |     |
| 4     | DEF   | Laia Aleixandri   |     |
| 19    | DEF   | Aïssatou Tounkara |     |
| 5     | DEF   | Merel van Dongen  |     |
| 11    | DEF   | Carmen Menayo     | 59' |
| 10    | MED   | Leicy Santos      | 59' |
| 7     | MED   | Maitane López     |     |
| 15    | MED   | Silvia Meseguer   | 86' |
| 21    | MED   | Sheila García     |     |
| 9     | DEL   | Deyna Castellanos | 72' |
| 8     | DEL   | Ludmila da Silva  | 72' |
| D. T. | D. T. | Óscar Fernández   |     |

| 17 | DEF | Andrea Pereira  | 66' |
| 20 | DEL | Asisat Oshoala  | 66' |
| 15 | DEF | Leila Ouahabi   | 66' |
| 5  | DEF | Melanie Serrano | 75' |
| 4  | DEF | Mapi León       | 75' |

| 6  | MED | Amanda Sampedro     | 59' |
| 17 | DEL | Bárbara Latorre     | 59' |
| 16 | DEL | Rasheedat Ajibade   | 72' |
| 22 | MED | Estefanía Banini    | 72' |
| 14 | MED | Virginia Torrecilla | 86' |

| 16' · 24' · 27' · 47' · 50' · 86' · 90' | Ingrid Syrstad Engen Caroline Hansen Fridolina Rolfö Caroline Hansen Lieke Martens | 1:0 2:0 3:0 4:0 5:0 6:0 7:0 |

| 77' | Jennifer Hermoso |

| 23' | Maitane López |

| Principal  | Huerta de Aza       |
| Asistentes | Puente Pino         |
|            | Fernández Esesumaga |
| Cuarto     | Gallastegi Pérez    |

| Campeón Supercopa de España femenina 2024 |
| ----------------------------------------- |
| F. C. Barcelona 2° título                 |

## Estadísticas

### Clasificación general
| Pos. | Club               | Pts. | PJ | PG | PE | PP | GF | GC | Dif | Rend. |
| ---- | ------------------ | ---- | -- | -- | -- | -- | -- | -- | --- | ----- |
| 1    | F. C. Barcelona    | 6    | 2  | 2  | 0  | 0  | 8  | 0  | +8  | 100%  |
| 2    | Atlético de Madrid | 3    | 2  | 1  | 0  | 1  | 3  | 9  | -6  | 50%   |
| 3    | Levante U. D.      | 0    | 1  | 0  | 0  | 1  | 2  | 3  | –1  | 0%    |
| 4    | Real Madrid C. F.  | 0    | 1  | 0  | 0  | 1  | 0  | 1  | –1  | 0%    |

### Goleadoras
| Pos. | Jugadora               | Club               | Goles |
| ---- | ---------------------- | ------------------ | ----- |
| 1    | Caroline Graham Hansen | F. C. Barcelona    | 3     |
| 2    | Lieke Martens          | F. C. Barcelona    | 2     |
| 3    | Carolina Férez         | Levante U. D.      | 1     |
| =    | Giovana Queiroz        | Levante U. D.      | 1     |
| =    | Deyna Castellanos      | Atlético de Madrid | 1     |
| =    | Maitane López          | Atlético de Madrid | 1     |
| =    | Ludmila                | Atlético de Madrid | 1     |
| =    | Alexia Putellas        | F. C. Barcelona    | 1     |
| =    | Ingrid Engen           | F. C. Barcelona    | 1     |
| =    | Fridolina Rolfö        | F. C. Barcelona    | 1     |